# الطائفية في غلاسكو

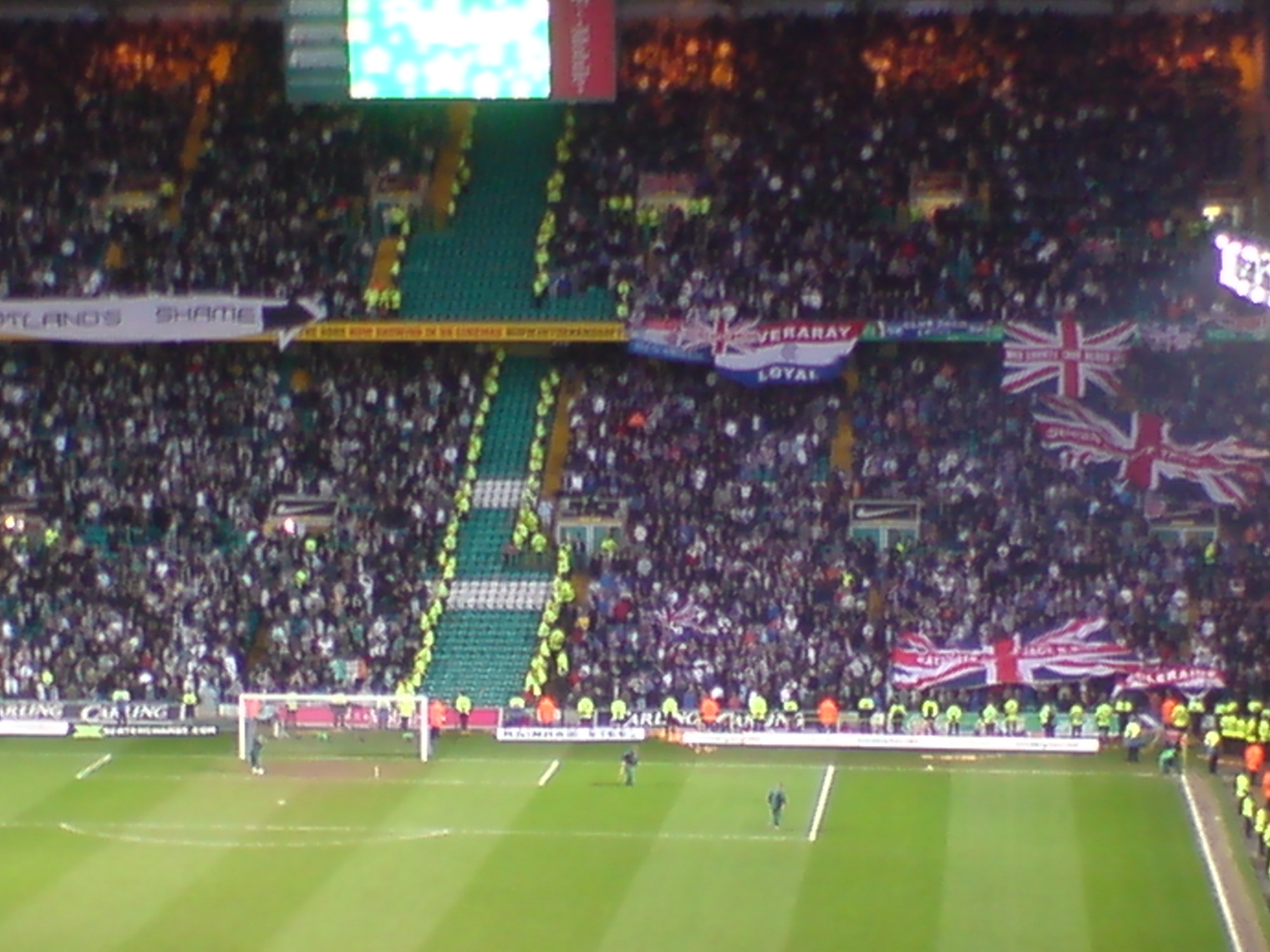
أنصار نادي سلتيك (يسار) ورينجرز خلال الدَّرْبي المحلي في سلتيك بارك في عام 2008. تشير أعلام الإتحاد إلى الثقافة الوحدوية للعديد من أنصار رينجرز.

الطائفية في غلاسكو تأخذ شكل التنافس الطائفي والديني والسياسي بين الكاثوليك والبروتستانت. ويظهر ذلك بشكل خاص من خلال التنافس الشرس بين نادي سلتيك المحسوب على الكاثوليك ونادي رينجرز المحسوب على البروتستانت، وهما أقدم الأندية في غلاسكو. تأخذ الطائفية في غلاسكو شكل التنافس الطائفي والديني والسياسي بين الكاثوليك والبروتستانت. ويظهر ذلك بشكل خاص من خلال التنافس الشرس بين نادي سلتيك المحسوب على الكاثوليك ونادي رينجرز المحسوب على البروتستانت، وهما أقدم الأندية في غلاسكو. تأسس نادي سلتيك في نوفمبر من عام 1887 على يد الراهب الإيرلندي الكاثوليكي أندرو كيرينز، كمبادرة خيريَّة تخفف حدة الفقر في أوساط المهاجرين الإيرلنديين الذين قدموا إلى غلاسكو في زمن "المجاعة الكبرى" في العقد الخامس من القرن التاسع عشر، أمَّا نادي رينجرز، فأسسته الغالبية البروتستانتية العاملة في اسكتلندا. ويوضح المؤرخ المتخصص بشؤون النادي روبرت ماكلروي أنه "كان ثمة شعور داخل المجتمع الإسكتلندي بالحاجة لتأسيس ناد تكون قاعدته من المجتمع الإسكتلندي التقليدي بهدف منافسة سلتيك". وكان لافتتاح حوض لبناء السفن في غوفان على مقربة من ملعب "يبروكس الخاص برينجرز، دوره في تدفق العمال من بلفاست في العقد الثاني من القرن العشرين. واعتمدت الشركة المشغلة للحوض سياسة عدم توظيف أي عامل كاثوليكي، واقتصر عمالها على البروتستانت. ونظرًا لكون الملعب قريبًا من مقر عملهم، أقبل هؤلاء على تشجيع نادي رينجرز. ولم يقتصر التنافر بين هوية الفريقين، على انتمائهما المذهبي، بل تعداه كذلك إلى الشق السياسي حيث يقفان على طرفي نقيض. ولم تنته حقبه مقاطعة اللاعبين الكاثوليك في نادي رينجرز الا عام 1989، مع ضم مو جوهنستون، اللاعب السابق في صفوف نادي سلتيك، وتزامنت الخطوة مع تراجع حدة التوتر المذهبي في المجتمع الإسكتلندي.
وعلى الرغم المسح الذي قام به مجلس غلاسكو عام 2003 أشار أن الناس يعتقدون بوضوح «أن الطائفية ما زالت سائدة في غلاسكو»، يظهر المسح أن الجمهور ينقسم بقوة على العلاقة بين كرة القدم والطائفية. جد الباحث ستيف بروس أيضًا أن أقل من 3% من جرائم القتل في اسكتلندا على مدى ما يقرب من عقدين من الزمن كانت على خلفية طائفية، وبالغالب هذه الأحداث على خلفية طائفية كانت جاءت نتيجة الولاءات لكرة القدم وليس بسبب الدين أو العرق. في عام 2001 كان 31.5% من سكان مدينة غلاسكو من أتباع كنيسة اسكتلندا المشيخية، وحوالي 29.2% من أتباع الكنيسة الرومانية الكاثوليكية، وحوالي 4.1% من أتباع الطوائف المسيحية الأخرى. وشكلت الطوائف المسيحية المختلفة حوالي 65% من مجمل سكان غلاسكو.